# Bibliographie sur la sociologie de la connaissance
 (août 2024).
- Si vous ne connaissez pas le sujet, laissez ce bandeau (vous pouvez alors contacter les auteurs).
- Si vous supprimez le contenu mis en cause (vous pouvez préalablement contacter les auteurs),

argumentez précisément cette suppression dans la page de discussion
(un manque de référence n'est pas un argument ; une recherche réelle de référence doit avoir été effectuée, être formellement documentée).

## Ouvrages
- Philippe Besnard, « La formation de l'Année sociologique », Revue française de sociologie, vol. 20, no 1,‎ janvier-mars 1979, p. 7-31
- Célestin Bouglé, Les idées égalitaires : Étude sociologique, Paris, Félix Alcan, 1935 (1re éd. 1899)
- (en) J.C. Alexander, « Paradigm, Division and Parsonionism », Canadian Journal of Sociology, vol. 4, no 4,‎ 1979, p. 343-358
- (en) J. Hepburn et A. Parades, « The Split Brain and the Culture and Cognition Paradox », Current Anthropology, vol. 17, no 9,‎ 1976, p. 126-127
- M. Cherkaoui, « Socialisation et conflit : les systèmes éducatifs et leur histoire selon Durkheim », Revue française de sociologie, vol. 17, no 2,‎ 1976, p. 187-212
- (en) T.N. Clark, « The Structure and Functions of a Research Institute : The Année sociologique », Archives européennes de sociologie, vol. 9, no 1,‎ 1968, p. 79-91
- B. Lacroix, Durkheim et le politique, Montréal, Les Presses de l'Université de Montréal, 1981
- (en) Bruno Latour et Steve Woolgar, Laboratory Life, The Social Construction of Scientific Facts, Londres, Sages, 1979

- (en) Rodney Needham, « Introduction », dans Émile Durkheim et Marcel Mauss, Primitive Classification, Chicago, University of Chicago Press, 1963, p. XXV
- (en) Steven Lukes, Émile Durkheim, His Life and Work, A Historical and Critical study, New York, Harper & Row, 1972, 676 p.
- (en) H. Mehan et H. Wood, The Reality of Ethnomethodology, New York, John Wiley & Sons, 1975, 259 p.
- (en) Paul W. Vogt, « Early French Contributions to the Sociology of Knowledge », Research in Sociology of Knowledge, Sciences and Art, vol. 11,‎ 1979
- Marcel Mauss, Sociologie et anthropologie, Paris, Presses universitaires de France, 1950
- Marcel Mauss, « Représentations collectives et diversité des civilisations », dans Écrits, vol. 2, Paris, Les Éditions de Minuit, 1969, 454 p.
- Fernand Dumont, Le lieu de l'homme : La culture comme distance et mémoire, Montréal, H.M.H., 1968, 233 p.
- Pierre Bourdieu, Leçon inaugurale faite le vendredi 23 avril 1982, Paris, Collège de France, 1982, 36 p.
- Pierre Bourdieu, « Système d'enseignement et système de pensée », Revue internationale des sciences sociales, vol. XIX, no 3,‎ 1967, p. 367-388
- Émile Durkheim et A. Fauconnet, « Sociologie et science sociale », Revue philosophique, no 55,‎ 1903
- Émile Durkheim (préf. Jean-Claude Filloux), « L'élite intellectuelle et la démocratie », dans La science sociale et l'action, Paris, Presses universitaires de France, coll. « Le sociologue », 1987, 2e éd. (1re éd. 1970), 336 p. (ISBN 9782130401476)
- Émile Durkheim, De la division du travail social, Paris, Presses universitaires de France, 1967 (1re éd. 1893)
- Émile Durkheim (préf. Marcel Mauss et Pierre Birnbaum), Le socialisme : sa définition, ses débuts, la doctrine Saint-Simonienne, Paris, Presses universitaires de France, coll. « Quadrige Grands textes », 2011 (1re éd. 1928), 267 p. (ISBN 978-2-13-059003-3)
- Émile Durkheim, L'éducation morale, Paris, Presses universitaires de France (1re éd. 1903)
- Émile Durkheim, Les formes élémentaires de la vie religieuse, PUF, coll. « Quadrige », 1998 (1re éd. 1912) (ISBN 2130433383 et 9782130433385)
- Émile Durkheim, Les règles de la méthode sociologique, Paris, Flammarion, coll. « Champs », 1999 (1re éd. 1895), 254 p. (ISBN 2-08-081198-3 et 978-2080811981)
- Maurice Halbwachs, Les cadres sociaux de la mémoire, Paris, Presses universitaires de France, 1952
- Maurice Halbwachs et Victor Karady (texte réunis par), Classes sociales et morphologie, Paris, Les Éditions de Minuit, 1972
- Maurice Halbwachs, Esquisse d'une psychologie des classes sociales, Paris, Marcel Rivière et Cie, 1964
- Maurice Halbwachs, Les origines du sentiment religieux, Paris, Stock, 1925
- Maurice Halbwachs, « Les techniques et la technologie », dans Œuvres, t. 3, Paris, Les Éditions de Minuit, 1969, p. 255
- (en) Robert K. Merton, « Chap. XII - Science and Democratic Social Structure », dans Social Theory and Social Structure, New York, Free Press, 1957
- (en) Robert K. Merton, « Priorities in Scientific Discovery : A Chapter in the Sociology of Science », American Sociological Review, vol. 22, no 1,‎ décembre 1957, p. 635-659
- Raymond Aron, La sociologie allemande contemporaine, Paris, Alcan, 1935
- Raymond Aron, Introduction à la philosophie de l'histoire : Essai sur les limites de l'objectivité historique, Paris, Gallimard, 1938
- Raymond Aron, Essai sur la théorie de l'histoire dans l'Allemagne contemporaine : La philosophie critique de l'histoire, Paris, Vrin, 1938
- Raymond Aron, L'opium des intellectuels, Paris, Calmann-Lévy, 1955
- Raymond Aron, Polémiques, Paris, Gallimard, 1955
- Raymond Aron, Dimensions de la conscience historique, Paris, Plon, 1961
- Raymond Aron, Dix-huit leçons sur la société industrielle, Paris, Gallimard, 1963
- Raymond Aron, La lutte des classes, Paris, Gallimard, 1964
- Raymond Aron (préf. Philippe Raynaud), Essai sur les libertés, Paris, Hachette, coll. « Pluriel », 2005 (1re éd. 1965) (ISBN 978-2-01-279230-2)
- Raymond Aron, Démocratie et totalitarisme, Paris, Gallimard, coll. « Folio », 1987 (1re éd. 1965), 370 p. (ISBN 978-2-07-032429-3)
- Raymond Aron, Les étapes de la pensée sociologique, Paris, Gallimard, 1967
- Raymond Aron, Les désillusions du progrès, Paris, Calmann-Lévy, 1969
- Raymond Aron, D'une sainte famille à l'autre : essai sur le marxisme imaginaire, Paris, Gallimard, 1969
- Raymond Aron, De la condition historique du sociologue, Paris, Gallimard, coll. « Blanche », 1971, 65 p. (ISBN 978-2-07-027765-0)
- Raymond Aron, Histoire et dialectique de la violence, Paris, Gallimard, 1973
- Raymond Aron, Penser la guerre, Clausewitz, Gallimard, coll. « Bibliothèque des Sciences Humaines », 1976, 472 p. (ISBN 978-2-07-029379-7)